# Cinco grandes epopeyas
Las cinco grandes epopeyas ( en tamil: ஐம்பெரும்காப்பியங்கள் Aimperumkāppiyaṅkaḷ ) son cinco grandes epopeyas narrativas tamiles según la tradición literaria tamil posterior. Éstas son Cilappatikāram, Manimekalai, Cīvaka Cintāmaṇi, Valayapathi y Kuṇṭalakēci. La primera mención del Aimperumkappiyam (lit. Cinco grandes epopeyas), ocurre en el comentario de Mayilainathar del Nannūl . Sin embargo, Mayilainathar no menciona sus títulos. Los títulos se mencionan por primera vez en la obra Thiruthanikaiula de finales del siglo XVIII y principios del XIX. Trabajos anteriores como el poema del siglo XVII Tamil vidu thoothu menciona las grandes epopeyas como Panchkavyams. Entre estos, los dos últimos, Valayapathi y Kuṇṭalakēci se han perdido. 
Estas cinco epopeyas se escribieron durante un período del siglo V al siglo X a. C. y actúan y proporcionan información histórica sobre la sociedad, las religiones, la cultura y la vida académica de los tamiles durante ese período. Cīvaka Cintāmaṇi introdujo versos largos llamados virutha pa en la literatura tamil, mientras que Cilappatikāram usó la métrica akaval  (monólogo), un estilo adoptado de la literatura Sangam . 

## Colección
| No | Nombre           | Autor                   | Fecha                               |
| -- | ---------------- | ----------------------- | ----------------------------------- |
| 1  | Cilappatikāram   | Ilango Adigal           |                                     |
| 2  | Manimekalai      | Sīthalai Sāttanār       | después de Cilappatikaram, siglo VI |
| 3  | Cīvaka Cintāmaṇi | Tirutakkatevar          | principios del siglo X              |
| 4  | Valayapathi      | Asceta Jain desconocido | siglo X                             |
| 5  | Kundalakēci      | Natakuptanar            | desconocido                         |

## Tema y contenidos

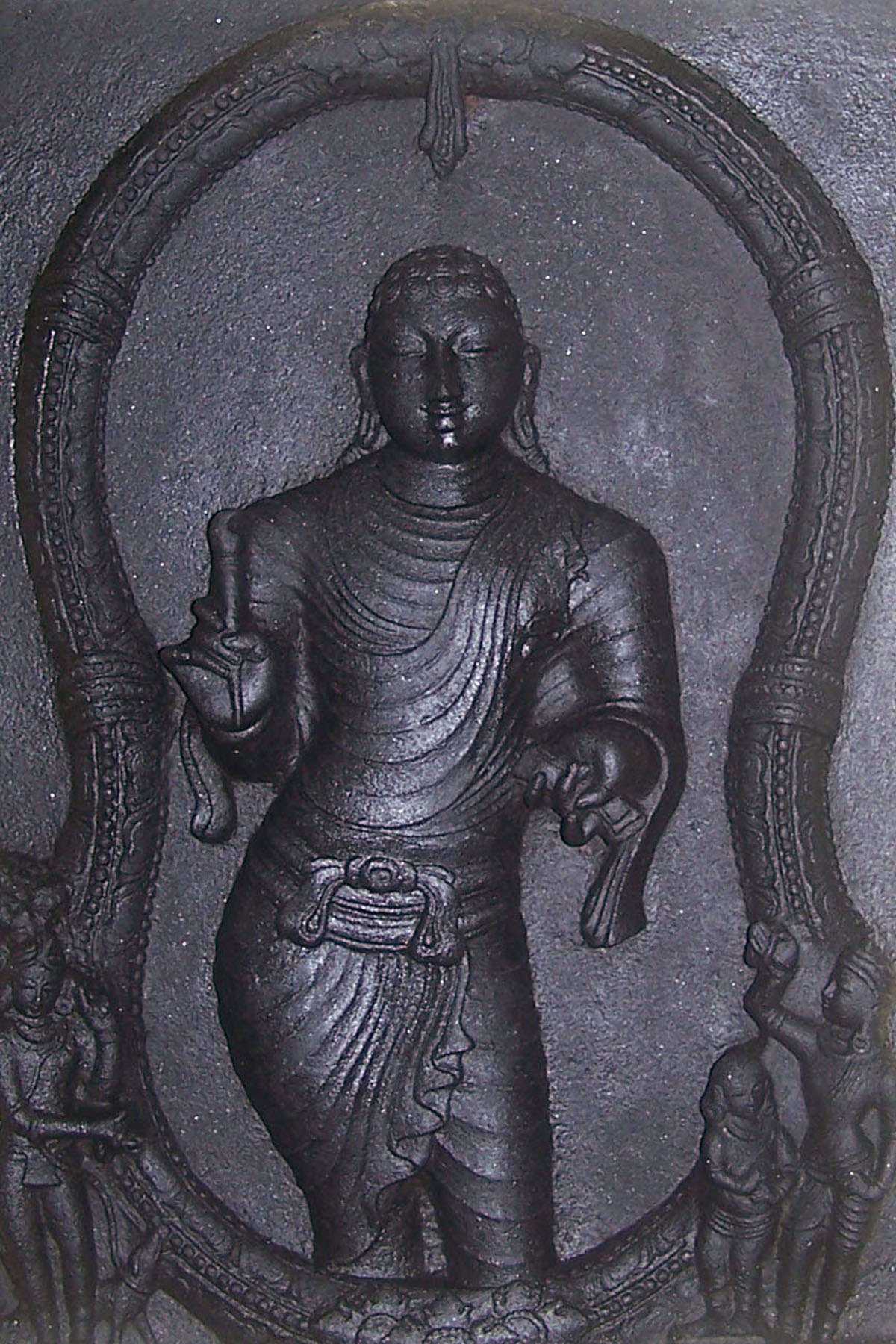
Ilango Adigal es el autor de Silappatikaram, uno de las cinco grandes epopeyas de la literatura Tamil.

Cilappatikāram es una trágica historia de amor de una pareja común, Kannaki y su esposo Kovalan. Está ambientada en una floreciente ciudad portuaria del primer reino Chola . Kannaki y Kovalan son una pareja de recién casados, enamorados y que viven en la dicha. Con el tiempo, Kovalan se encuentra con Madhavi, una cortesana. Él se enamora de ella, deja a Kannaki y se muda con Matavi. Él gasta generosamente en ella. Kannaki está desconsolada, pero como mujer casta, espera a pesar de la infidelidad de su esposo. Durante el festival de Indra, el dios de la lluvia, hay una competencia de canto. Kovalan canta un poema sobre una mujer que lastimó a su amante. Madhavi luego canta una canción sobre un hombre que traicionó a su amante. Cada uno interpreta la canción como un mensaje para el otro. Kovalan siente que Madhavi le es infiel, la abandona y regresa a Kannaki. Kovalan es pobre, se mudan a Madurai e intentan reiniciar su vida. Kannaki le da una de sus tobilleras con joyas para venderla para recaudar capital inicial. Kovalan se lo vende a un comerciante, pero el comerciante lo acusa falsamente de haberle robado la tobillera a la reina. El rey ordena su ejecución, sin los debidos controles y procesos de justicia. Kannaki descubre lo que ha sucedido. Ella protesta por la injusticia y luego prueba la inocencia de Kovalan arrojando a la corte la otra tobillera con joyas de la pareja. El rey acepta su error. Kannaki maldice al rey y maldice a la gente de Madurai, arrancándose el pecho izquierdo y arrojándolo al público reunido. El rey muere. La sociedad que la había hecho sufrir, sufre represalias, ya que la ciudad de Madurai es incendiada y arrasada por su maldición. En la tercera sección de la epopeya, los dioses y las diosas se encuentran con Kannaki y ella va al cielo con el dios Indra . La familia real del reino Chera se entera de ella y decide construir un templo con Kannaki como la diosa destacada. Van al Himalaya, traen una piedra, tallan su imagen, llaman a su diosa Pattini, dedican un templo, ordenan oraciones diarias y realizan un sacrificio real. 
Manimekalai es una secuela budista del Silappadikaram, con algunos personajes de él y su próxima generación. Manimekalai es la hija de Kovalan y Madhavi, que sigue los pasos de su madre como bailarina y monja budista. La epopeya cuenta su historia. Su belleza física y sus logros artísticos seducen al príncipe Chola Udhayakumara. Él la persigue. Ella, una monja persuadida por el budismo Mahayana, siente el compromiso de liberarse de los lazos humanos. Ella rechaza sus avances, pero se siente atraída por él. Ella se esconde, reza y busca la ayuda de su madre, su maestra budista Aravana Adikal y los ángeles. Le enseñan sus mantras budistas para liberarse de los miedos. Un ángel la ayuda a desaparecer mágicamente a una isla mientras el príncipe intenta perseguirla, le otorga poderes para cambiar de forma y aparecer como otra persona. En la isla, recibe un cuenco de mendicidad mágico. Más tarde, toma la forma y el vestido de una mujer casada en el vecindario, mientras el príncipe la persigue. El esposo ve al príncipe burlándose de ella y protege a "su esposa", Manimekalai-oculta, matando al príncipe. El rey y la reina se enteran de la muerte de su hijo, ordenan el arresto de Manimekalai, organizan un villano para matarla. Los ángeles intervienen y Manimekalai desaparece milagrosamente cuando los otros se acercan a ella, nuevamente. La reina entiende, se arrepiente. Manimekalai queda en libertad. Manimekalai convierte la prisión en un hospicio para ayudar a los necesitados, le enseña al rey el dharma del Buda. En los últimos cinco cantos de la epopeya, los maestros budistas recitan las principales doctrinas del budismo. Ella va al templo de la diosa Kannaki en Vanci (reino de Chera), reza, escucha a diferentes eruditos religiosos y practica una severa abnegación para alcanzar el Nirvana (liberación de renacimientos). 
Cīvaka Cintāmaṇi, una épica del siglo X d. C. fue escrita por Thiruthakka Thevar, un  monje Jain. Narra una historia de fantasía sobrenatural de un príncipe quién es el maestro perfecto de todas las  artes, guerrero perfecto y amante perfecto con mujeres numerosas. La epopeya empieza con la historia de un golpe traidor, donde el rey ayuda a su reina embarazada a escapar en una máquina neumática con forma de pavo real, pero es asesinado. La reina da nacimiento a un chico.  Lo encarga a un criado leal para que lo críe, volviéndose ella monja. El chico crece y se hace hombre, o más bien un superhombre, uno perfecto en cada arte, cada habilidad, cada campo de conocimiento. Él sobresale en la guerra y el erotismo, mata a sus enemigos, gana y se casa con cada chica bonita que conoce, luego recupera el reino que su padre había perdido. Después de disfrutar poder, sexo y tener muchos hijos con sus mujeres numerosas, los fines de épica con él renunciando al mundo y deviniendo un asceta Jain.
La epopeya de Kundalakesi ha sobrevivido parcialmente a la era moderna en fragmentos, así como en los comentarios escritos siglos después. A partir de estos fragmentos, parece ser una trágica historia de amor sobre una hindú o niña jain de casta comerciante llamada Kundalakesi quien se enamora de Kalan, un criminal budista condenado a muerte. El padre mercader rico de la niña consigue que el criminal sea perdonado y liberado, la niña se casa con él. Con el tiempo, su amor se desvanece y comienzan a irritarse mutuamente. Durante una discusión, Kundalakesi le recuerda su pasado criminal lo cual enoja a Kalan. Unos días después, la invita a una caminata cuesta arriba. Cuando llegan a la cima, él le dice que ahora la matará. La esposa le pide que la deje rodearlo a él, su esposo, tres veces como un dios, antes de su muerte. El está de acuerdo. Cuando ella está detrás de él, empuja a su esposo hacia el valle y lo mata. Siente remordimiento por matar al chico del que una vez se enamoró y a alguien con quien se había casado. Conoce a maestros de diversas tradiciones religiosas, adopta el budismo, renuncia y se convierte en monja, y luego logra el Nirvana.  
Vaḷaiyāpati Es otro trabajo perdido, que ha sobrevivido en fragmentos citados en otros textos tamiles. Es una historia  de un padre quien tiene dos mujeres, abandona a una quién da nacimiento a su hijo, y el hijo crece arriba y busca su padre real. Las estrofas supervivientes de la épica, y los comentarios que mencionan Valayapathi, sugieren que sea en parte un texto que disputaba y criticaba otras religiones indias, que soportaba las ideologías encontradas en el Jainismo  temprano, como el ascetismo, el horror por el comer carne, y la aversión monástica a las mujeres.  es por tanto "casi seguro" que sea una epopeya Jainista, escrita por un asceta Jain, según Kamil Zvelebil -un investigador de literatura tamil. Como sea, las secciones sustanciales en Shivaísmo han llevado a incertidumbre.

## Cinco epopeyas tamiles menores
Similar a las cinco grandes epopeyas, la tradición literaria tamil clasifica cinco obras más como Ainchirukappiyangal ( en tamil: ஐஞ்சிறுகாப்பியங்கள்    ) o las cinco epopeyas menores. Las cinco epopeyas tamiles menores son Neelakesi, Naga kumara kaviyam, Udhyana kumara Kaviyam, Yasodhara Kaviyam y Soolamani . 